# Lupenice
Lupenice település Csehországban, Rychnov nad Kněžnou-i járásban. Lupenice Rychnov nad Kněžnou, Vamberk, Tutleky és Doudleby nad Orlicí településekkel határos. Lakosainak száma 268 fő (2024. január 1.).

## Népesség
A település lakosságának változását az alábbi diagram mutatja:
| Lakosok száma | 383  | 377  | 401  | 302  | 252  | 241  | 282  | 268  | 264  | 268  |
|               | 1869 | 1890 | 1921 | 1950 | 1980 | 2001 | 2017 | 2019 | 2022 | 2024 |